# Voodoo (álbum de Jon Z y Baby Rasta)
Voodoo es el nombre de un álbum colaborativo de los artistas Jon Z y Baby Rasta. Corresponde al cuarto álbum de Jon Z y el segundo como solista de Baby Rasta. Fue lanzado el 21 de junio de 2019 bajo el sello discográfico Chosen Few Esmerald Entertainment.

## Sencillos
El álbum marca el regreso del artista Baby Rasta de una manera más grande, ya que con este se lanzaba un gran proyecto que con anticipación se habían lanzado algunos sencillos del mismo que llegaron a grandes cantidades de visitas. Uno de esos sencillos fue «Ya no eres Mia», que es una canción de trap que cuenta la historia de una relación entre una pareja que se limitaban cosas al momento de salir y por esto uno se decide por terminar con ella. Su video musical así como el tema fueron bien recibidos así como el primer sencillo del mismo «Voodoo» que en menos de dos semanas contó con más de 3.8 millones de tocadas en las plataformas digitales.

## Lista de canciones
| Edición estándar |                                                          |                        |          |  |
| N.º              | Título                                                   | Productor(es)          | Duración |  |
| 1.               | «Hechizo»                                                | Lil Wizard             | 1:17     |  |
| 2.               | «Voodoo»                                                 | Lil Wizard             | 3:52     |  |
| 3.               | «Ya no eres mía»                                         | Sky                    | 3:06     |  |
| 4.               | «Mi ex quiere volver"»                                   | Josbeats               | 3:51     |  |
| 5.               | «Punto 40»                                               | Young Martino          | 3:17     |  |
| 6.               | «Sin cojones me tiene»                                   | Josbeats               | 4:14     |  |
| 7.               | «Se quedó»                                               | Josbeats               | 3:48     |  |
| 8.               | «A fuego por ahí» (con Darkiel)                          | Josbeats               | 3:56     |  |
| 9.               | «En la perse»                                            | Josbeats               | 3:04     |  |
| 10.              | «Pasa la noche aquí»                                     | Noriega                | 3:38     |  |
| 11.              | «Ella te las va a pegar» (con Noriel y Ele A El Dominio) | Santana The Golden Boy | 3:37     |  |
| 12.              | «Flow»                                                   | Torres In The Beat     | 2:37     |  |